# Nadleśnictwo Zwoleń
Nadleśnictwo Zwoleń – jednostka organizacyjna Lasów Państwowych podległa Regionalnej Dyrekcji Lasów Państwowych w Radomiu. Siedziba nadleśnictwa znajduje się w Miodnym, w powiecie zwoleńskim, w województwie mazowieckim.
Nadleśnictwo obejmuje większość obszaru powiatów zwoleńskiego i lipskiego oraz część powiatów kozienickiego i radomskiego.

## Historia
Duża część lasów Puszczy Radomskiej, które dziś częściowo obejmuje Nadleśnictwo Zwoleń, już od średniowiecza było własnością królewską i państwową.
W 1928 z Nadleśnictwa Garbatka wydzielono obręb Miodne. Podczas okupacji niemieckiej został on przemianowany na Nadleśnictwo Zwoleń. W 1945 powiększono je o znacjonalizowane przez rząd komunistyczny lasy prywatne. W 1946 siedzibę nadleśnictwa przeniesiono do Zwolenia, a w 1952 do Miodnego.
1 stycznia 1973 połączono nadleśnictwa Zwoleń, Lipsko i Małomierzyce w jedno Nadleśnictwo Zwoleń, do którego włączono także część Nadleśnictwa Garbatka. W 1991 z części terenów Nadleśnictwa Zwoleń powstało Nadleśnictwo Marcule.

## Ochrona przyrody
Na terenie nadleśnictwa znajduje się siedem rezerwatów przyrody:
- Borowiec
- Brzeźniczka
- Krępiec
- Ługi Helenowskie
- Miodne
- Okólny Ług
- Źródło Królewskie.

## Drzewostany
Typy siedliskowe lasów nadleśnictwa (z ich udziałem procentowym):
- bory 51,93%
- lasy 45,96%
- olsy 2,11%

Gatunki lasotwórcze lasów nadleśnictwa (z ich procentowym udziałem powierzchniowym):
- sosna 82,3%
- dąb 5,2%
- olcha 3,5%
- brzoza 3,3%
- jodła 3,1%
- inne <1%